# László Bárczay
László Bárczay (* 21. Februar 1936 in Miskolc; † 7. April 2016) war ein ungarischer Schachgroßmeister.

## Leben
Im Jahr 1966 wurde ihm von der FIDE der Internationale Meistertitel verliehen, 1967 der Großmeistertitel.
Bei seiner einzigen Teilnahme an einer Schacholympiade 1966 in Havanna erzielte er für die ungarische Mannschaft (die den dritten Platz erreichte) als zweiter Reservespieler 10 Siege und 2 Remis und damit das beste Einzelergebnis am zweiten Reservebrett. Außerdem nahm Bárczay mit der ungarischen Mannschaft an den Mannschaftseuropameisterschaften 1970 in Kapfenberg und 1977 in Moskau teil und erreichte jeweils den zweiten Platz.
Weitere Turniererfolge:
- 1967 Asztalos Memorial in Salgótarján: 1. Platz
- 1967 Zonenturnier in Vrnjačka Banja: 3. Platz
- 1969 Polanica-Zdrój: 1. Platz
- 1970 Bari: 2. Platz
- 1975 Lublin: 2. Platz
- 1982 Astor: 1. Platz

Nach der Saison 2005/06, in welcher er in der dritthöchsten ungarischen Spielklasse, der NB II. Széchenyi csoport, beim Kertvárosi Lakótelepi Sport Club zum Einsatz kam, spielte Bárczay keine Elo-gewertete Partie mehr und wurde daher ab Juli 2007 bei der FIDE als inaktiv geführt.